# L'Imposteur (nouvelle)
Pour les articles homonymes, voir L'Imposteur.
L'Imposteur (titre original : Impostor) est une nouvelle de Philip K. Dick, parue en 1953 dans Astounding Science Fiction.

## Résumé
Spencer Olham, concepteur d'armes de lutte contre une invasion extra-terrestre, est accusé par son collègue, le major Peters, d'être un imposteur androïde conçu pour saboter les défenses de la Terre.

## Adaptations
- 1962 : Out of this World (en), épisode Impostor
- 2002 : Impostor, film réalisé par Gary Fleder